# Lars Wiklöf
Lars-Åke (Lasse) Wiklöf, född 21 september 1944 i Mariehamn, död 23 augusti 2008, var en åländsk politiker (Ålands socialdemokrater). Wiklöf var bror till affärsmannen Anders Wiklöf. 
Wiklöf var i grunden journalist men var aktiv inom politiken på Åland i sammanlagt 37 år. Han var medlem i Ålands lagting åren 1975–1979, 1983, 1988–1991 och 1995–2004. År 1984 tillträdde han som finansminister i Ålands landskapsstyrelse, en post han innehade till 1988. Han innehade samma post även: 1991–1995 och 2005–2007. År 2006–2007 hade han rollen som Nordisk samarbetsminister.